# Cèl·lula germinal

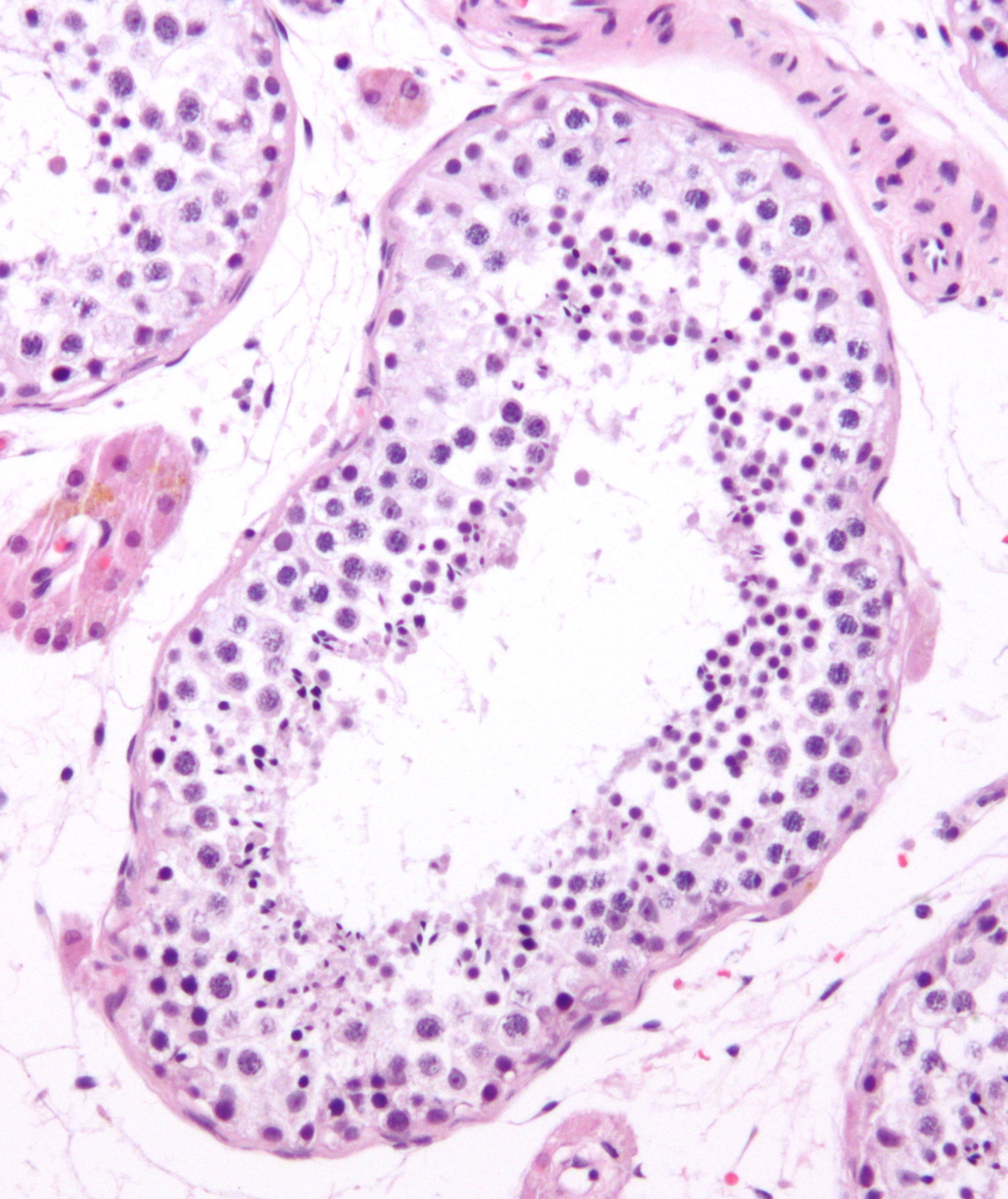
Les cèl·lules germinals masculines es poden observar en l'epiteli germinatiu del túbul seminífer del testicle.

Una cèl·lula germinal, en anglès:germ cell, és qualsevol cèl·lula que dona lloc als gàmetes d'un organisme que es reprodueix sexualment. Al contrari que en els animals, les plantes no tenen cèl·lules germinals sorgides del seu desenvolupament primerenc. En lloc d'això, les cèl·lules germinals poden provenir de cèl·lules somàtiques en l'adult (com el meristema floral de les plantes angiospermes).
La meiosi és el procés de divisió que, a partir d'una cèl·lula germinal diploide, genera quatre cèl·lules haploides, o germinals madures o sexuals o gamètiques, amb patrimoni genètic reduït a la meitat.